# Yin Jifu
Yin Jifu (尹吉甫) war ein chinesischer Staatsmann, Militär und Literat in der Zeit der Westlichen Zhou-Dynastie. Er war Minister des Königs Xuan von Zhou 周宣王 (reg. 828-782). Im Buch der Lieder (Shijing) werden ihm besondere literarische und militärische Fähigkeiten nachgesagt. Er leitete den Feldzug gegen die Invasion der Xianyun (獫狁 / 猃狁,  Xiǎnyǔn – „Hunnen“). Yin Boqi 尹伯奇 war sein ältester Sohn. Yin Jifu wird von manchen chinesischen Forschern mit der Verfasserschaft des Shijing in Verbindung gebracht.